# Asprokhórion
Asprokhórion (Apsrochori) är en ort i Grekland.   Den ligger i prefekturen Nomarchía Anatolikís Attikís och regionen Attika, i den sydöstra delen av landet, 30 km norr om huvudstaden Aten. Asprokhórion ligger 231 meter över havet och antalet invånare är 151.
Terrängen runt Asprokhórion är kuperad söderut, men norrut är den platt. Terrängen runt Asprokhórion sluttar norrut. Runt Asprokhórion är det ganska tätbefolkat, med 93 invånare per kvadratkilometer. Närmaste större samhälle är Ágios Stéfanos, 17,1 km sydost om Asprokhórion. 